# Urocricetus alticola
Urocricetus alticola (хом'ячок ладакхський) — вид роду Хом'ячок. 

## Поширення й екологія
Мешкає на півночі Південної Азії та Китаю. У Південній Азії він знаходиться в північній Індії (Джамму і Кашмір) і в західному Непалі на висоті близько 4000 м над рівнем моря. Вважається, він добре поширений на цій висоті вздовж Гімалаїв. У Китаї зазвичай знаходиться на висоті від 3100 до 5200 м над рівнем моря. Вид живе в хвойних і березових лісах, у степах, чагарниках, на болотистих та гірських луках.

## Морфологічна характеристика
Довжина голови й тулуба становить від 80 до 98 міліметрів, довжина хвоста — від 36 до 42 міліметрів, довжина задньої лапи — від 15 до 18 міліметрів, а довжина вуха — від 13 до 16 міліметрів. Маса тіла 22–48 грамів. Волосяний покрив зверху сіро-жовто-коричневий, на спині немає плям. Розмежування між верхньою і нижньою шерстю нечітке і проходить більше як хвиляста лінія вниз по боці. Круп сірий. Хвіст короткий, світло-коричневий зверху і білий знизу. Вид відрізняється від U. kamensis тим, що його хвіст менше п'яти сантиметрів завдовжки, а стегна не чорні. 

## Спосіб життя
В основному він веде нічний спосіб життя, але може бути активним і вдень і харчується насінням трав, зерном і комахами. Розмноження припадає на травень-серпень, пік припадає на червень-липень. Розмір приплоду: 5–10, найчастіше, 7 чи 8 дитинчат.